# Ian Murphy
Ian Murphy (ur. 16 stycznia 2000 w Redlands) – amerykański piłkarz występujący na pozycji środkowego obrońcy, od 2025 roku zawodnik Colorado Rapids.